# Kroonraad

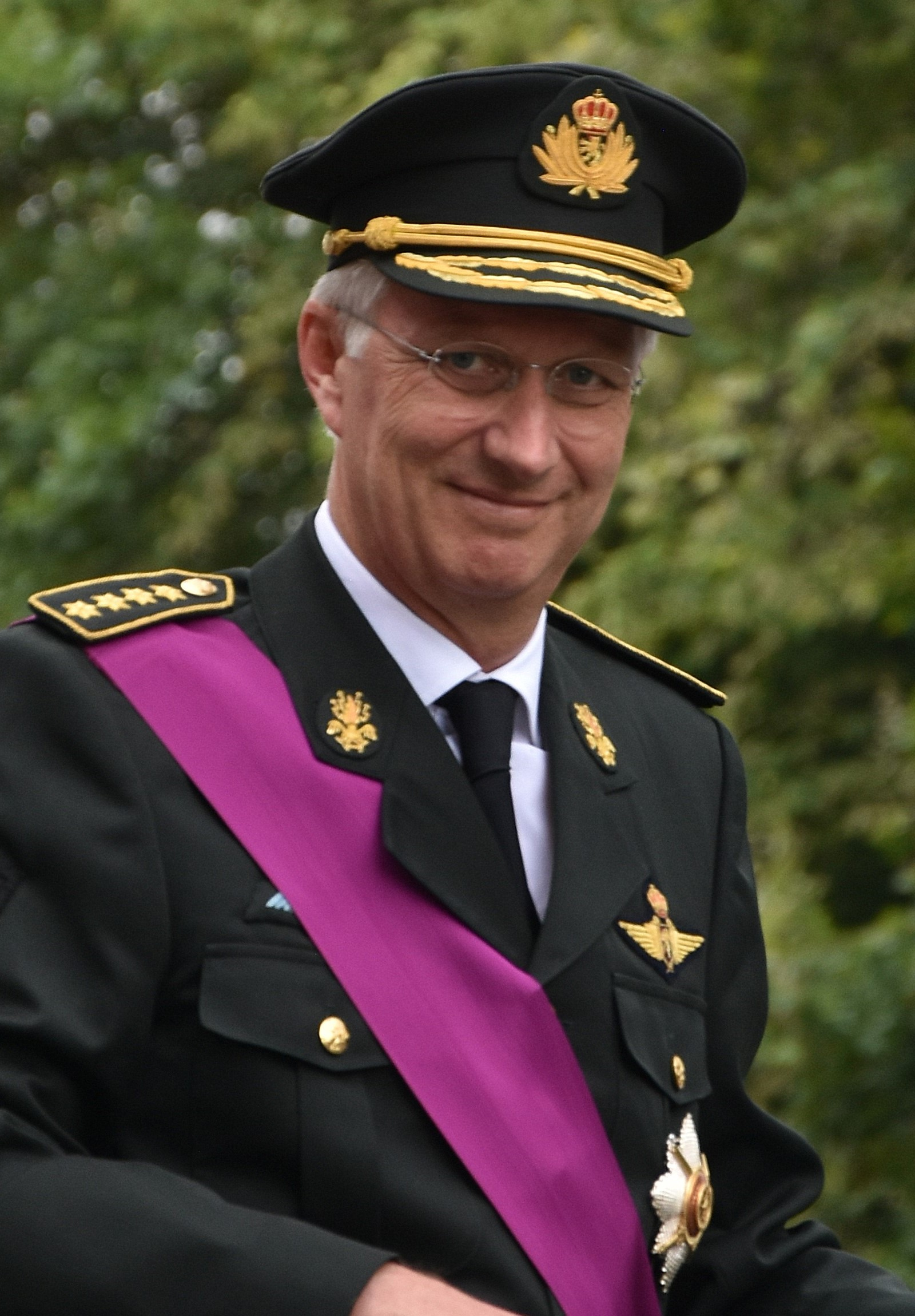
De huidige Koning en dus voorzitter van de Kroonraad, Filip van België

De Kroonraad van België (Frans: Conseil de la Couronne) is samengesteld uit de Koning der Belgen, de federale ministers en de ministers van Staat. De grondwettelijke vorst zit deze raad voor. De Kroonraad heeft geen wettelijke bevoegdheid, maar adviseert de kroon slechts bij overleg over buitengewone aangelegenheden.

## Functie van de Kroonraad en haar geschiedenis
Deze raad heeft als leden de ministers van de huidige regering, de Ministers van Staat en de Koning onder voorzitterschap van deze laatste. De samenroeping van de Kroonraad gebeurt slechts in uitzonderlijke omstandigheden. De Ministers van Staat hebben enkel het recht om de Koning advies te geven. De werkelijke beslissingsmacht ligt bij de Koning en zijn regering.
De Kroonraad kwam tot nog toe slechts vijfmaal samen:
- 16 juli 1870:  bij het uitbreken van de Frans-Duitse Oorlog;
- 2 en 3 augustus 1914: Duits ultimatum aan België bij het uitbreken van de Eerste Wereldoorlog;
- 2 mei 1919: het Verdrag van Versailles;
- 23 maart 1950: de Koningskwestie;
- 18 februari 1960: de onafhankelijkheid van Belgisch-Congo.

## De huidige rol van de Kroonraad
In de huidige Belgische politieke realiteit wordt de Kroonraad als een verouderd en zelfs wat archaïsch orgaan beschouwd. Het toekennen van de titel Minister van Staat is een symbolisch gebaar geworden ter erkenning van de bijdrage die de betrokken politici hebben geleverd aan de Belgische politiek. De titel wordt niet meteen verleend met het oog op het samenroepen van de Kroonraad. Geen enkele van de momenteel levende Ministers van Staat heeft overigens ooit deelgenomen aan een Kroonraad in de eigenlijke betekenis van het woord.

## De Kroonraad en de regeringsvorming 2007
Op 27 augustus 2007 verklaarde Koning Albert II verschillende Ministers van Staat die een bijzondere ervaring hebben gehad tijdens de communautaire crisissen in ons land bij zich te willen roepen naar aanleiding van een impasse bij de toen zeer moeilijk verlopende regeringsformatie. Sommigen zagen hierin het samenroepen van de Kroonraad nieuwe stijl.
België kent in februari 2018 37 nog in leven zijnde Ministers van Staat, waaronder enkele met veel expertise bij het oplossen van communautaire crisissen. Koning Albert II ontving volgende experten en enkele andere ministers van staat naar aanleiding van de formatiecrisis in 2007 : Philippe Moureaux (PS), Willy Claes (sp.a), Gérard Deprez (MR), Jos Geysels (Groen!), Philippe Busquin (PS), Charles-Ferdinand Nothomb (cdH), José Daras (Ecolo), Raymond Langendries (cdH), Herman De Croo (Open Vld) en Louis Michel (MR). Daarnaast zag de vorst ex-Kamervoorzitter Herman Van Rompuy (CD&V) en ex-Senaatsvoorzitter Armand De Decker (MR). Ook ex-premier Guy Verhofstadt werd op wekelijkse audiëntie door de Koning ontvangen.